# Chiesa di Santo Stefano (Zogno)
La chiesa di Santo Stefano è il principale luogo di culto cattolico di Stabello, frazione di Zogno, in provincia e diocesi di Bergamo; fa parte del vicariato di Brembilla-Zogno. La chiesa fu eretta a parrocchiale dal vescovo suffraganeo Giovanni Buccelleni nel 1466.

## Storia
Una chiesa intitolata a santo Stefano risulta essere stata edificata nel 1422, venendo citata come  "ecclesia" in un lascito testamentario dell'11 settembre 1457. La chiesa fu eretta a parrocchiale autonoma dal rappresentante del vescovo di Bergamo Giovanni Barozzi dal vescovo di Crisopoli Giovanni Buccelleni nel 1466.
Il 25 ottobre 1575 la chiesa fu visitata da san Carlo Borromeo arcivescovo di Milano. Dagli atti della visita pastorale si deduce che vi erano le scuole del Santissimo Sacramento che gestiva l'altare maggiore e della Beata Vergine Maria che gestiva l'altare della Madonna. Vi era l'istituto pio di carità della Misericordia gestito da sindaci nominati dai vicini, i medesimi che gestivano la scuola del Santissimo. La chiesa, fin dal 1460, era giuspatronato della vicinia: "ut dicitur apparere instrumento rogato per Io. Antonium de Grageris de Finistella notarium publicum Bergomensem".  La parrocchia, in alcuni documenti, era citata come "nullius plebis" e dipendeva dalla pieve della Val Brembana inferiore. Nel 1630 era inserita nella vicaria di Zogno.
Dalla relazione della visita di san Gregorio Barbarigo. si deduce che la chiesa era compresa nella circoscrizione ecclesiastica di Santa Crocea, che era amministrata dai vicini che provvedevano a stipendiare il parroco. Vi erano le scuola del Santissimo Sacramento del Santo Rosario e della Dottrina cristiana.
Nel 1666 la chiesa fu inserita nel “Sommario delle chiese di Bergamo”, elenco redatto dal cancelliere della curia vescovile Giovanni Giacomo Marenzi e indicata sotto l'invocazione di Santo Stefano protomartire, era amministrata dai vicini.Vi erano le scuole del Santissimo Sacramento che reggeva l'altare maggiore e del Rosario che gestiva l'altare omonimo. Nella circoscrizione ecclesiastica vi era l'istituto pio di carità della Misericordia.
La chiesa parrocchiale di Santo Stefano nel 1673 dallo statuto autonomo "nullius plebis" fu inserita nel vicariato di Villa d'Almè. Il vescovo di Bergamo Giovanni Paolo Dolfin visitò la chiesa l'8 giugno 1780. Gli atti della visita si conferma la presenza delle scuole del Santissimo Sacramento e del Rosario nonché della Madonna della Cintura che gestiva l'altare della Santissima Annunciata e della Dottrina cristiana. Vi erano sussidiarie l'oratorio della Beata Vergine della Mercede edificato nel 1766.
La chiesa fu oggetto di un completo restauro nel 1860 e nel 1900 furono realizzati i decori. Nel 1939 la chiesa fu consacrata dal vescovo Adriano Bernareggi che ne confermò l'intitolazione a santo Stefano protomartire. In quell'occasione il vescovo fece dono delle reliquie dei santi Alessandro di Bergamo e Stefano che furono sigillate nella mensa dell'altare maggiore.
Con decreto del 27 maggio 1979 del vescovo di Bergamo Giulio Oggioni, la chiesa fu inserita nel vicariato di Brembilla-Zogno. La chiesa fu completata con l'altare comunitario in ottemperanza alle disposizioni del concilio Vaticano II.

## Descrizione

### Esterno
L'edificio di culto dal classico orientamento liturgico, è posto all'inizio della frazione ed è preceduto dal sagrato. La facciata è tripartita da quattro lesene complete di alta zoccolatura e capitelli d'ordine ionico che reggono il frontone con il timpano triangolare. L0'ingresso principale con paraste e architrave in marmo Botticino è preceduto da un portale con due colonne che sorreggono il timpano curvo sempre in Botticino. Una finestra con strombatura è posta nella parte superiore atta a illuminare l'aula.

### Interno
L'interno a unica navata con volta a botte e a pianta rettangolare, è diviso da lesene in stucco lucido a finto marmo in quattro campate. Le lesene con capitello corinzio reggono la trabeazione e il cornicione che percorre tutta l0aula e che è praticabile. La prima campata, di misure minori, si raccorda con la controfacciata da una muratura curva, e presenta due nicchie che conservano la statua lignea di santo Stefano e un confessionale. La seconda campata è completa di dipinti mentre la terza presenta la cappella dedicata alla Madonna della Cintura e il battistero nella cui base è impressa la data del 1640. Nella quarta campata, sopra gli ingressi laterali vi è l'organo a sinistra e la cantoria a destra. L'arco trionfale precede la zona presbiteriale che è di misure minori rispetto all'aula, ed è rialzato da quattro gradini marmorei. La zona è coperta da tazza ellittica e termina con l'abside completa di catino.